# Chalet Lang
Le chalet Lang, édifié par l'architecte Denys Pradelle en 1950 à Saint-Bon-Tarentaise, en France, pour l'industriel Georges Lang, se distingue par son architecture visionnaire. Bien qu'actuellement démonté, il demeure en attente d'un nouvel emplacement afin d'être reconstruit.
Le bâtiment est classé monuments historique depuis 2012.

## Localisation
Le chalet est situé dans la localité de Saint-Bon-Tarentaise, au sein de la commune de Courchevel, dans le département de la Savoie, en région Auvergne-Rhône-Alpes, en France. Plus précisément, il se trouve au lieu-dit Bellecôte, dans la station de sport d'hiver de Courchevel, autrefois connue sous le nom de Courchevel 1850.

## Histoire
Dans les années 1940, Courchevel 1850 est encore un territoire vierge de toute construction. En 1946, le Conseil général de Savoie, en collaboration avec le Ministère de la Reconstruction et de l’Urbanisme, élabore un ambitieux projet visant à développer Courchevel afin de stimuler l’économie savoyarde tout en rendant la montagne accessible au plus grand nombre, grâce à des loisirs à prix modérés. Pour mener à bien ce projet, le Conseil général fait appel à l’architecte-urbaniste Laurent Chappis et à l’ingénieur Maurice Michaud, en leur confiant la mission d'aménager les sites. Les nouvelles constructions doivent impérativement être conçues pour offrir un accès direct aux pistes de ski.
Dans ce contexte, en janvier 1950, l’industriel Georges Lang, désireux de construire un chalet familial, acquiert un terrain étroit et très pentu dans la localité de Courchevel 1850, au lieu-dit de Bellecôte, situé en bordure des pistes de ski. Laurent Chappis, sollicité pour l’aménagement du site, lui recommande l'architecte Denys Pradelle, qui propose six projets de chalet dès mars 1950.
Le projet retenu se distingue par un chalet surélevé par rapport au sol, permettant de maximiser les vues malgré la topographie exigeante du terrain, tout en offrant une large façade orientée au sud. Denys Pradelle décrit ainsi sa conception : « C’est un chalet familial de vacances conçu pour un habitat saisonnier. Il permet la détente que viennent chercher ses hôtes au contact de la nature en intégrant la nature dans son décor. Il montre le paysage et s’ouvre au soleil. Pour rester dans le cadre d’une économie raisonnable, le volume construit est au maximum utilisé. La salle de séjour, lieu de vie commune, est grande. Les chambres, où l’on séjourne peu sont petites, allant parfois jusqu’aux dimensions d’une cabine de bateau, avec couchettes superposées. L’entrée d’hiver est constituée d’un sas permettant de couper le froid par sa double porte, de ranger les skis et les anoraks, de déneiger les souliers. Ce chalet est conçu de manière à être rapidement construit, car la saison de travail est courte : de mai à octobre. En même temps que sont réalisés les travaux de terrassement et de maçonnerie du soubassement, préfabriqués en atelier dans la vallée, le maximum d’éléments des superstructures qui devront être d’un montage rapide. Système d’ossature permettant de couvrir vite pour travailler à l’abri ».

### Construction
Le chantier débute en août et s’achève en décembre 1950. Le chalet se compose de deux parties construites selon des techniques distinctes : une structure porteuse en béton armé, sur laquelle repose une superstructure préfabriquée, réalisée avec l’aide de l’ingénieur Henri-Luigi Trezzini.
Le bâtiment, conçu de plain-pied, s’appuie sur une dalle de seulement 8 cm d’épaisseur, reposant elle-même sur des poutres en béton armé formant des nervures. En amont de la pente, il est supporté par un socle maçonné en pierre, tandis qu’en aval, il repose sur un portique trapézoïdal en béton armé.
La partie supérieure du chalet, en bois, est associée à des panneaux de solomite pour l’isolation. La charpente est constituée de sept poutres en chêne, formées de deux pièces assemblées par un trait de Jupiter, supportant pannes et chevrons en épicéa. Le plafond est habillé de lames de pin, tandis qu’une volige de planches d’épicéa couvre l’ensemble de la toiture, assurant ainsi une base pour l’étanchéité, recouverte ensuite de plaques de zinc. Les arbalétriers reposent chacun sur trois fers en T fixés sur la dalle de plancher, formant ainsi l’ossature métallique du chalet. La paroi extérieure est habillée de planches de mélèze, et les murs intérieurs sont revêtus de lames de pin. La toiture, en zinc, présente un unique versant, légèrement incliné.

### Classement
Dans les années 1980, les conceptions architecturales en matière de montagne évoluent : l’accent n’est plus mis sur les chalets modernistes, mais sur des constructions de style traditionnel. Cette nouvelle orientation conduit à la transformation, voire à la démolition, de nombreuses réalisations existantes. Ainsi, les premières œuvres modernes de Courchevel, marquées par l'innovation architecturale, disparaissent progressivement, au profit d’une esthétique plus conformiste et ancrée dans la tradition alpine. 
En 1994, pour souligner les risques de disparition de certaines constructions historiques, le Ministère de la Culture et de la Communication lance une mission d’inventaire général du patrimoine de la station de Courchevel. Cette mission est confiée à l’équipe d'architecture et montagne de l’École d’architecture de Grenoble. Le travail de cette équipe consiste à recenser toutes les réalisations architecturales sur le terrain, établir des dossiers documentaires, constituer un fonds d’archives et créer un Centre d’archives d’architecture en Savoie aux Archives départementales de Savoie. Ce projet permet de repérer plus de 250 constructions et de compiler 27 dossiers documentaires. 
En 2001, l’équipe d'architecture et montagne propose à la Commission régionale du patrimoine et des sites de la région Rhône-Alpes d’inscrire à l’inventaire supplémentaire des Monuments historiques quatre chalets, la chapelle Notre-Dame de l’Assomption et un grenier. Le chalet Lang figure parmi ces propositions en raison de son rôle de construction pionnière dans l’histoire de la station, ainsi que de son caractère unique en tant que dernier « chalet à pattes » bâti en surplomb sur la pente. Cependant, Georges Lang rejette cette proposition, arguant qu'une telle inscription compromettrait la valeur de son terrain.
En 2010, le chalet et son terrain sont vendus pour 11 millions d’euros à un promoteur immobilier, qui obtient un permis de démolir afin de construire un hôtel de luxe. Toutefois, en janvier 2012, le Ministère de la Culture décide de classer le chalet Lang au titre des monuments historiques, l’inscription étant effectuée le 28 janvier 2012. Cette décision, prise après l'approbation du permis de démolir, contraint le promoteur à se conformer à des conditions spécifiques. Ainsi, celui-ci doit procéder au démontage et à la reconstruction immédiate du chalet Lang sur un autre site approprié.

### Démontage
Cependant, le Ministère de la Culture et la commune de Courchevel cherchent un nouvel emplacement pour le chalet, qui sera finalement trouvé en dehors de la station. Toutefois, cette nouvelle parcelle nécessite une procédure de modification du plan d’urbanisme, ce qui empêche le remontage immédiat du chalet.
Faute de cette modification, le chalet est démonté en 2013 et entreposé dans un entrepôt à Tournon, à la charge du promoteur immobilier. En 2016, ce dernier disparaît, laissant derrière lui une dette de frais de stockage. La justice intervient alors, et les matériaux et pièces du chalet sont mis en vente aux enchères le 29 mars 2018. L'État acquiert l'ensemble pour 10 000 euros,.

## Architecture
Le chalet Lang s'étend sur une surface de 125 m2. Son étage, de forme carrée, repose sur une dalle en béton armé, soutenue à l’amont par un socle en pierre abritant le garage et les dépendances, et à l’aval par un portique trapézoïdal en béton armé.
La façade principale, orientée sud-est, est prolongée par un balcon en bois, équipé d’un escalier extérieur escamotable. Les fenêtres sont dotées de volets coulissants verticaux, installés devant l’allège, en bois et recouverts de plaques d’aluminium. L’aménagement intérieur du chalet est en grande partie conçu par Denys Pradelle, notamment la cheminée en tôle de cuivre et la lampe sur pied avec abat-jour. Les chaises, inspirées des modèles de Charlotte Perriand, ainsi que les fauteuils en bois cintré, apportent également une touche distinctive.
Le chalet illustre ainsi la diffusion des principes du « mouvement moderne », qui se répandent dans les stations de sports d’hiver françaises durant le Plan neige. Sa construction témoigne d'une simplicité esthétique et constructive, d’une économie des matériaux et d'un respect profond de la nature environnante.

## Protection au titre des monuments historiques
Le chalet ainsi que les parcelles sur lesquelles il est situé ont été inscrits au titre des monuments historiques par un arrêté du 28 janvier 2012,.